# Canal Kennedy
El canal Kennedy  (en inglés, Kennedy Channel; en danés: Kennedy Kanalen) es un cuerpo de mar del Ártico, situado entre Groenlandia y la isla de Ellesmere, la más septentrional de las islas del archipiélago ártico canadiense. Es el tercero y central de los tramos del estrecho de Nares —un estrecho que une bahía Baffin, al sur, con el mar de Lincoln, un brazo del océano Ártico, al norte— y conecta las aguas de cuenca Kane, al sur, con las de cuenca Hall, al norte. 
El canal, y todas las aguas próximas, permanecen congeladas generalmente casi todo el año y los pocos días que están libres de hielo son muy peligrosas para la navegación. Las costas que dan al canal están deshabitadas.

## Geografía
Las aguas del canal Kennedy forman parte del estrecho de Nares: comienzan en la parte septentrional de la  cuenca Kane  —pasada una línea entre cabo Lawrence (costa oriental de isla Ellesmere), y cabo Jefferson (costa occidental de Groenlandia), de unos 35 km de anchura—; tienen aproximadamente 140 km de longitud en dirección SO-NE (y con una anchura media entre 30 y 35 km); y acaban en cuenca Hall —en otra línea que entre cabo Baird (Ellesmere) y cabo Morton (Groenlandia), de unos 40 km de anchura. Su profundidad media va de 180 a 340 metros. 

### Riberas
La ribera occidental es un tramo bastante uniforme y recto, sin apenas ningún entrante, que borde el promontorio de Judge Daly y los montes Victoria y Alberto, en dirección SO-NE, que comienza en el cabo Lawrence, y sigue con cabo L. von Busch (frente a isla Hans, más o menos a mitad del tramo), cabo Defosse y finalmente cabo Cracroft. 
La ribera oriental es menos uniforme uniforme, y bordea la Tierra de Washington. Comienza en cabo Jefferson, y sigue luego bahía Lafayette, con la isla Crozier, cabo Constitución, isla Franklin, fiordo Aleqatsiaq, bahía Fossil, cabo Ulrich y finalmente cabo Bryant, el estrecho entrante del fiordo Bessels (llamada así en honor al médico alemán de la expedición Polaris 1871-73), que bordea la península de Petermann y en cuyo extremo noroccidental, está, finalmente, cabo Morton.
Todas las islas pertenecen a Dinamarca, salvo la isla Hans, que está dividida entre Dinamarca y Canadá.

## Historia

### La segunda expedición al ártico de Kane

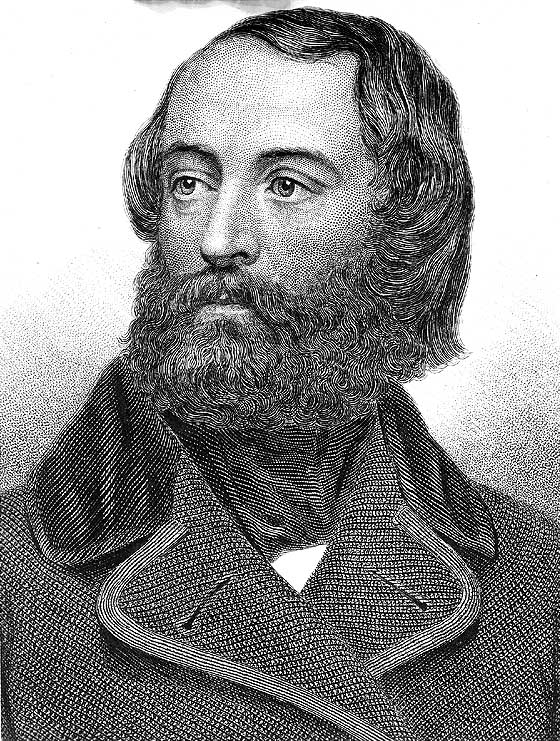
Elisha Kane, que dirigió la primera expedición que en 1854 logró caminar por las aguas heladas del canal Kennedy.

Los primeros occidentales en recorrer estas aguas, paradójicamente en trineo y a pie, por las aguas congeladas, fueron los miembros de la expedición estadounidense de Elisha Kent Kane, en su segunda expedición al ártico en busca de la expedición perdida de Franklin. La expedición partió de Nueva York el 30 de mayo de 1853, con el barco Advance, y tras navegar el Smith Sound, debió de buscar refugio al entrar en cuenca Kane, arribando el 24 de agosto en Van Rensselaer Harbor (78°37′N 70°40′O / 78.617, -70.667). Debieron de pasar allí 22 largos y difíciles meses y el 20 de mayo de 1855 abandonaron el barco, arrastrando los botes salvavidas y los trineos para recorrer más de 80 km por un rugoso y difícil campo de hielo. Luego debieron navegar por aguas muy peligrosas, entre icebergs y hielo, hasta que fueron avistados por un ballenero danés en bahía Melville, más de 600 km al sur, que les llevó de regreso a Upernavik el 6 de agosto.
Dos de los miembros de la expedición, Hans Hendrik y William Morton, en un reconocimiento a pie a través de la costa groenlandesa, consiguieron alcanzar la parte sur del cabo Constitución el 24 de junio de 1854 (alrededor de 80°35' N), en la ribera oriental del canal Kennedy. Desde una altura de unos 460 m, mirando al norte, vieron abiertas las aguas tan lejos como su vista podía alcanzar: habían encontrado el canal de Kennedy abierto, una condición que se da nueve de cada diez años, y que ellos supusieron llevaba directo al esperado mar polar abierto («Open Polar Sea»). Ese descubrimiento abrirá el camino hacia ese ansiado mar polar libre de hielo que se creía estaba más allá de Groenlandia. 
La búsqueda de Franklin fue infructuosa, pero la expedición de Kane aumentó mucho los conocimientos de las tierras árticas. Sus observaciones fueron más valiosas y completas que las de cualquier expedición anterior, ampliando nuevas tierras, las más septentrional en su día, y dando a conocer al mundo la vida y las costumbres del asentamiento esquimal Etah. La expedición perdió sólo tres hombres y paso a los anales de la exploración del ártico como el arquetipo de victoria sobre la derrota.
No está totalmente claro, sin embargo, en qué Kennedy pensaba cuando nombró este canal. Kane puede haber tenido en mente a su compañero explorador William Kennedy, a quien había conocido unos años antes, mientras ambos participaban en la búsqueda de la expedición desaparecida de  John Franklin. Sin embargo, la mayoría de los historiadores creen que fue nombrado en honor de John Pendleton Kennedy, Secretario de la Marina de Guerra de los Estados Unidos de 1852 a 1853, bajo cuya dirección tuvo lugar ese segundo viaje de Kane al ártico. 

### La expedición Polaris (1871-73)
Otra de las primeras expediciones que navegaron por sus aguas fue otra expedición estadounidense, la del Polaris dirigida por Charles Francis Hall y con la misión de llegar al polo norte. La tripulación, de 25 hombres, incluía al capitán Budington, a George Tyson como navegante, y al doctor Emil Bessels, un médico y naturalista alemán, como jefe del personal científico. Partieron a primeros de julio de 1871, y el Polaris enseguida demostró ser un excelente navío: navegaron en dirección norte por bahía de Baffin, cruzaron las aguas del Smith Sound, cuenca Kane, canal Kennedy, cuenca Hall y se adentraron finalmente por el canal Robeson, alcanzando un nuevo registro de navegación más al norte, 82º11'N en septiembre, casi a las puertas del mar de Lincoln, pero el hielo les impidió seguir. Fue una expedición desgraciada, ya que no consiguieron llegar ni al océano ártico y además, el propio Hall murió misteriosamente. 